# Cambridge (Wisconsin)
Cambridge és una població dels Estats Units a l'estat de Wisconsin. Segons el cens del 2000 tenia 1.101 habitants.

## Demografia
Segons el cens del 2000, Cambridge tenia 1.101 habitants, 470 habitatges, i 303 famílies. La densitat de població era de 477,6 habitants per km².
Dels 470 habitatges en un 32,6% hi vivien nens de menys de 18 anys, en un 53,8% hi vivien parelles casades, en un 7,7% dones solteres, i en un 35,5% no eren unitats familiars. En el 29,8% dels habitatges hi vivien persones soles el 17% de les quals corresponia a persones de 65 anys o més que vivien soles. El nombre mitjà de persones vivint en cada habitatge era de 2,32 i el nombre mitjà de persones que vivien en cada família era de 2,89.
Per edats la població es repartia de la següent manera: un 24,3% tenia menys de 18 anys, un 5,5% entre 18 i 24, un 29,5% entre 25 i 44, un 21,1% de 45 a 60 i un 19,5% 65 anys o més.
L'edat mediana era de 40 anys. Per cada 100 dones de 18 o més anys hi havia 85,1 homes.
La renda mediana per habitatge era de 52.039 $ i la renda mediana per família de 57.895 $. Els homes tenien una renda mediana de 37.986 $ mentre que les dones 29.018 $. La renda per capita de la població era de 22.599 $. Aproximadament el 0,6% de les famílies i el 4,4% de la població estaven per davall del llindar de pobresa.

## Poblacions properes
El següent diagrama mostra les poblacions més properes.